# 默艾涅河
默艾涅河（法語：Mehaigne，法語發音：[məɛɲ]）是比利时瓦隆大区那慕尔省与列日省的河流，是默兹河的左支流，长59千米，发源自拉布吕耶尔，于旺兹流入默兹河。